# 医学教育モデル・コア・カリキュラム
モデル・コア・カリキュラムは、各大学が策定する「カリキュラム」のうち、全大学で共通 して取り組むべき「コア」の部分を抽出し、「モデル」として体系的に整理したものである。
医学教育モデル・コア・カリキュラムは、「多様なニーズに対応できる医師の養成」をキャッチフレーズとして2016年（平成28年）に改訂された。
共用試験の試験内容はモデル・コア・カリキュラムに基づく。
共用試験は知識を問うCBT（Computer Based Testing）と診察技能および態度を問うOSCE（Objective Structured Clinical Examination）とで構成され、病院実習（診療参加型臨床実習）の前提とされることが多い。

## 概要
| A 医師として求められる基本的な資質・能力 - A-1 プロフェッショナリズム - A-1-1) 医の倫理と生命倫理 - A-1-2) 患者中心の視点 - A-1-3) 医師としての責務と裁量権 - A-2 医学知識と問題対応能力 - A-2-1) 課題探求・解決能力 - A-2-2) 学修の在り方 - A-3 診療技能と患者ケア - A-3-1) 全人的実践的能力 - A-4 コミュニケーション能力 - A-4-1) コミュニケーション - A-4-2) 患者と医師の関係 - A-5 チーム医療の実践 - A-5-1) 患者中心のチーム医療 - A-6 医療の質と安全の管理 - A-6-1) 安全性の確保 - A-6-2) 医療上の事故等への対処と予防 - A-6-3) 医療従事者の健康と安全 - A-7 社会における医療の実践 - A-7-1) 地域医療への貢献 - A-7-2) 国際医療への貢献 - A-8 科学的探究 - A-8-1) 医学研究への志向の涵養 - A-9 生涯にわたって共に学ぶ姿勢 - A-9-1) 生涯学習への準備 B 社会と医学・医療 - B-1 集団に対する医療 - B-1-1) 統計の基礎 - B-1-2) 統計手法の適用 - B-1-3) 根拠に基づいた医療<EBM> - B-1-4) 疫学と予防医学 - B-1-5) 生活習慣とリスク - B-1-6) 社会・環境と健康 - B-1-7) 地域医療・地域保健 - B-1-8) 保健・医療・福祉・介護の制度 - B-1-9) 国際保健 - B-2 法医学と関連法規 - B-2-1) 死と法 - B-2-2) 診療情報と諸証明書 - B-3 医学研究と倫理 - B-3-1) 倫理規範と実践倫理 - B-4 医療に関連のある社会科学領域 - B-4-1) 医師に求められる社会性 C 医学一般 - C-1 生命現象の科学 - C-1-1) 生命の最小単位-細胞 - C-1-2) 生物の進化 - C-2 個体の構成と機能 - C-2-1) 細胞の構成と機能 - C-2-2) 組織・各臓器の構成、機能と位置関係 - C-2-3) 個体の調節機能とホメオスタシス - C-2-4) 個体の発生 - C-2-5) 生体物質の代謝 - C-3 個体の反応 - C-3-1) 生体と微生物 - C-3-2) 免疫と生体防御 - C-3-3) 生体と薬物 - C-4 病因と病態 - C-4-1) 遺伝的多様性と疾患 - C-4-2) 細胞傷害・変性と細胞死 - C-4-3) 代謝障害 - C-4-4) 循環障害、臓器不全 - C-4-5) 炎症と創傷治癒 - C-4-6) 腫瘍 - C-5 人の行動と心理 - C-5-1) 人の行動 - C-5-2) 行動の成り立ち - C-5-3) 動機付け - C-5-4) ストレス - C-5-5) 生涯発達 - C-5-6) 個人差 - C-5-7) 対人関係と対人コミュニケーション C-5-8) 行動変容における理論と技法 | D 人体各器官の正常構造と機能、病態、診断、治療 - D-1 血液・造血器・リンパ系 - D-1-1) 構造と機能 - D-1-2) 診断と検査の基本 - D-1-3) 症候 - D-1-4) 疾患 - D-2 神経系 - D-2-1) 構造と機能 - D-2-2) 診断と検査の基本 - D-2-3) 症候 - D-2-4) 疾患 - D-3 皮膚系 - D-3-1) 構造と機能 - D-3-2) 診断と検査の基本 - D-3-3) 症候 - D-3-4) 疾患 - D-4 運動器(筋骨格)系 - D-4-1) 構造と機能 - D-4-2) 診断と検査の基本 - D-4-3) 症候 - D-4-4) 疾患 - D-5 循環器系 - D-5-1) 構造と機能 - D-5-2) 診断と検査の基本 - D-5-3) 症候 - D-5-4) 疾患 - D-6 呼吸器系 - D-6-1) 構造と機能 - D-6-2) 診断と検査の基本 - D-6-3) 症候 - D-6-4) 疾患 - D-7 消化器系 - D-7-1) 構造と機能 - D-7-2) 診断と検査の基本 - D-7-3) 症候 - D-7-4) 疾患 - D-8 腎・尿路系(体液・電解質バランスを含む) - D-8-1) 構造と機能 - D-8-2) 診断と検査の基本 - D-8-3) 症候 - D-8-4) 疾患 - D-9 生殖機能 - D-9-1) 構造と機能 - D-9-2) 診断と検査の基本 - D-9-3) 症候 - D-9-4) 疾患 - D-10 妊娠と分娩 - D-10-1) 構造と機能 - D-10-2) 診断と検査の基本 - D-10-3) 症候 - D-10-4) 疾患 - D-10-5) 産科手術 - D-11 乳房 - D-11-1) 構造と機能 - D-11-2) 診断と検査の基本 - D-11-3) 症候 - D-11-4) 疾患 - D-12 内分泌・栄養・代謝系 - D-12-1) 構造と機能 - D-12-2) 診断と検査の基本 - D-12-3) 症候 - D-12-4) 疾患 - D-13 眼・視覚系 - D-13-1) 構造と機能 - D-13-2) 診断と検査の基本 - D-13-3) 症候 - D-13-4) 疾患 - D-14 耳鼻・咽喉・口腔系 - D-14-1) 構造と機能 - D-14-2) 診断と検査の基本 - D-14-3) 症候 - D-14-4) 疾患 - D-15 精神系 - D-15-1) 診断と検査の基本 - D-15-2) 症候 - D-15-3) 疾患 E 全身に及ぶ生理的変化、病態、診断、治療 - E-1 遺伝医療・ゲノム医療 - E-1-1) 遺伝医療・ゲノム医療と情報の特性 - E-2 感染症 - E-2-1) 病態 - E-2-2) 診断・検査・治療の基本 - E-2-3) 症候 - E-2-4) 疾患 - E-3 腫瘍 - E-3-1) 定義・病態 - E-3-2) 診断 - E-3-3) 治療 - E-3-4) 診療の基本的事項 - E-3-5) 各論 - E-4 免疫・アレルギー - E-4-1) 診断と検査の基本 - E-4-2) 症候 - E-4-3) 病態と疾患 - E-5 物理・化学的因子による疾患 - E-5-1) 診断と検査の基本 - E-5-2) 症候 - E-5-3) 疾患 - E-6 放射線の生体影響と放射線障害 - E-6-1) 生体と放射線 - E-6-2) 医療放射線と生体影響 - E-6-3) 放射線リスクコミュニケーション - E-6-4) 放射線災害医療 - E-7 成長と発達 - E-7-1) 胎児・新生児 - E-7-2) 乳幼児 - E-7-3) 小児期全般 - E-7-4) 思春期 - E-8 加齢と老化 - E-8-1) 老化と高齢者の特徴 - E-9 人の死 - E-9-1) 生物的死と社会的死 | F 診療の基本 - F-1 症候・病態からのアプローチ - F-1-1) 発熱 - F-1-2) 全身倦怠感 - F-1-3) 食思(欲)不振 - F-1-4) 体重減少・体重増加 - F-1-5) ショック - F-1-6) 心停止 - F-1-7) 意識障害・失神 - F-1-8) けいれん - F-1-9) めまい - F-1-10) 脱水 - F-1-11) 浮腫 - F-1-12) 発疹 - F-1-13) 咳・痰 - F-1-14) 血痰・喀血 - F-1-15) 呼吸困難 - F-1-16) 胸痛 - F-1-17) 動悸 - F-1-18) 胸水 - F-1-19) 嚥下困難・障害 - F-1-20) 腹痛 - F-1-21) 悪心・嘔吐 - F-1-22) 吐血・下血 - F-1-23) 便秘・下痢 - F-1-24) 黄疸 - F-1-25) 腹部膨隆(腹水を含む)・腫瘤 - F-1-26) 貧血 - F-1-27) リンパ節腫脹 - F-1-28) 尿量・排尿の異常 - F-1-29) 血尿・タンパク尿 - F-1-30) 月経異常 - F-1-31) 不安・抑うつ - F-1-32) もの忘れ - F-1-33) 頭痛 - F-1-34) 運動麻痺・筋力低下 - F-1-35) 腰背部痛 - F-1-36) 関節痛・関節腫脹 - F-1-37) 外傷・熱傷 - F-2 基本的診療知識 - F-2-1) 臨床推論 - F-2-2) 根拠に基づいた医療<EBM> - F-2-3) 臨床検査 - F-2-4) 病理診断 - F-2-5) 放射線等を用いる診断と治療 - F-2-6) 内視鏡を用いる診断と治療 - F-2-7) 超音波を用いる診断と治療 - F-2-8) 薬物治療の基本原理 - F-2-9) 外科的治療と周術期管理 - F-2-10) 麻酔 - F-2-11) 食事・栄養療法と輸液療法 - F-2-12) 医療機器と人工臓器 - F-2-13) 輸血と移植 - F-2-14) リハビリテーション - F-2-15) 在宅医療と介護 - F-2-16) 緩和ケア - F-3 基本的診療技能 - F-3-1) 問題志向型システムと臨床診断推論 - F-3-2) 医療面接 - F-3-3) 診療録(カルテ) - F-3-4) 臨床判断 - F-3-5) 身体診察 - F-3-6) 基本的臨床手技 G 臨床実習 - G-1 診療の基本 - G-1-1) 臨床実習 - G-2 臨床推論 - G-2-1) 発熱 - G-2-2) 全身倦怠感 - G-2-3) 食思(欲)不振 - G-2-4) 体重減少・体重増加 - G-2-5) ショック - G-2-6) 心停止 - G-2-7) 意識障害・失神 - G-2-8) けいれん - G-2-9) めまい - G-2-10) 脱水 - G-2-11) 浮腫 - G-2-12) 発疹 - G-2-13) 咳・痰 - G-2-14) 血痰・喀血 - G-2-15) 呼吸困難 - G-2-16) 胸痛 - G-2-17) 動悸 - G-2-18) 胸水 - G-2-19) 嚥下困難・障害 - G-2-20) 腹痛 - G-2-21) 悪心・嘔吐 - G-2-22) 吐血・下血 - G-2-23) 便秘・下痢 - G-2-24) 黄疸 - G-2-25) 腹部膨隆(腹水を含む)・腫瘤 - G-2-26) 貧血 - G-2-27) リンパ節腫脹 - G-2-28) 尿量・排尿の異常 - G-2-29) 血尿・タンパク尿 - G-2-30) 月経異常 - G-2-31) 不安・抑うつ - G-2-32) もの忘れ - G-2-33) 頭痛 - G-2-34) 運動麻痺・筋力低下 - G-2-35) 腰背部痛 - G-2-36) 関節痛・関節腫脹 - G-2-37) 外傷・熱傷 - G-3 基本的臨床手技 - G-3-1) 一般手技 - G-3-2) 検査手技 - G-3-3) 外科手技 - G-3-4) 救命処置 - G-4 診療科臨床実習 - G-4-1) 必ず経験すべき診療科 - G-4-2) 上記以外の診療科 - G-4-3) 地域医療実習 - G-4-4) シミュレーション教育 |